# Wicked (filme)
Wicked (bra: Wicked ou Wicked: Parte Um; prt:Wicked), também intitulado como Wicked: Part One, é um filme estadunidense dos gêneros fantasia, comédia dramática e musical, com direção de Jon M. Chu e roteiro de Winnie Holzman e Dana Fox. O filme é a primeira parte de uma adaptação cinematográfica em duas partes do musical homônimo desenvolvido por Stephen Schwartz e Holzman, que por sua vez foi baseado no romance Wicked: The Life and Times of the Wicked Witch of the West (1995), de Gregory Maguire; as obras são de uma adaptação alternativa do romance infantil The Wonderful Wizard of Oz (1900), de L. Frank Baum. Estrelado por Cynthia Erivo e Ariana Grande, com Jonathan Bailey, Michelle Yeoh, Jeff Goldblum, Marissa Bode, Ethan Slater, Bowen Yang, Bronwyn James e Keala Settle em papeis secundários, o filme é ambientado na Terra de Oz e se passa muito antes da chegada de Dorothy Gale do Kansas, onde Elphaba Thropp, uma mulher de pele verde, explora o caminho que a leva a se tornar a Bruxa Má do Oeste, ao mesmo tempo em que forma uma amizade improvável e rivalidade posterior com Galinda Upland, que se tornaria Glinda, a Bruxa Boa do Sul.
Em 2012, a Universal Pictures anunciou o desenvolvimento do filme com Marc Platt como produtor. Após um longo desenvolvimento e vários atrasos ocorridos devido à pandemia de COVID-19, Chu foi contratado para dirigir após a saída de Stephen Daldry, com Erivo e Grande escaladas para seus respectivos papéis em 2021. A fotografia principal começou em dezembro de 2022 na Inglaterra, mas foi pausada de julho até novembro de 2023 devido à greve da SAG-AFTRA de 2023. As filmagens foram retomadas e concluídas em janeiro de 2024. 
Wicked teve sua première no State Theatre em Sydney, Austrália em 3 de novembro de 2024 e lançou em 21 de novembro de 2024 no Brasil, enquanto nos Estados Unidos ocorreu em 22 de novembro. O filme foi um sucesso de crítica e público, ganhando diversos prêmiso e arrecadando US$ 710,2 milhões em todo o mundo com um orçamento de US$ 150 milhões, tornando-se o filme de maior bilheteria de Chu, o filme relacionado a Oz de maior bilheteria e o quinto filme de maior bilheteria de 2024. Uma sequência, intitulada Wicked: For Good, será lançada em 20 de novembro de 2025.

## Enredo
Na Terra de Oz, os cidadãos de Munchkinland comemoram a morte da Bruxa Má do Oeste. Glinda, a Boa, aparece para contar a história da Bruxa: nascida de um caso entre a esposa do então governador Thropp e um caixeiro-viajante, ela foi rejeitada desde o nascimento devido à sua pele verde, resultando em uma infância difícil ("No One Mourns the Wicked"). Quando perguntada se ela e a Bruxa Má eram amigas, Glinda responde que realmente se conheciam e reflete sobre o passado delas.
Anos antes, Elphaba Thropp chega à Universidade de Shiz para acompanhar sua irmã mais nova paraplégica, Nessarose ("Dear Old Shiz"). Apesar de não estar matriculada como estudante, Elphaba recebe uma oferta de tutoria privada de Madame Morrible, a Reitora de Feitiçaria, depois de revelar acidentalmente suas habilidades mágicas. Ela aceita, na esperança de que isso lhe permita conhecer o governante de Oz, um mágico que ela idolatra e que ela acredita poder mudar a cor de sua pele ("The Wizard and I"). Para o descontentamento de Elphaba, no entanto, ela é forçada a dividir o quarto com a animada Galinda Upland, com quem entra em constantes conflitos ("What Is This Feeling?").
À medida que o semestre avança, Nessa faz amizade com Boq Woodsman, um munchkin alegre que tem uma paixão por Galinda, enquanto Elphaba conhece o rebelde príncipe Winkie, Fiyero Tigelaar, por quem Galinda está apaixonada. Enquanto isso, o Dr. Dillamond, uma cabra falante que ensina história de Oz, enfrenta discriminação na escola. Ele conta a Elphaba que outros Animais estão perdendo tanto seus direitos civis quanto a habilidade de falar, temendo que ele seja o próximo ("Something Bad"). Elphaba assegura a Dillamond que o Mago resolverá a situação.
Fiyero logo organiza uma grande festa no Ozdust Ballroom. Galinda convence Boq a levar Nessarose para que ela possa ir com Fiyero ("Dancing Through Life"). No Ozdust, Galinda descobre que será admitida no seminário de feitiçaria de Morrible a pedido de Elphaba, como agradecimento por convencer Boq a convidar Nessa. Elphaba é ridicularizada ao usar um chapéu que Galinda lhe deu como provocação; sentindo-se culpada por maltratar Elphaba, Galinda dança com ela ("Ozdust Duet") e depois a transforma com uma mudança de visual ("Popular").
No dia seguinte, o Dr. Dillamond anuncia sua aposentadoria, já que o conselho escolar agora proíbe Animais de lecionarem. Seu substituto, o inescrupuloso professor Nikidik, tenta realizar uma experimentação ao vivo em um filhote de leão assustado, mas Elphaba, junto com Fiyero, intervém, foge do campus da escola e solta o filhote na floresta. Depois de compartilharem um momento, Elphaba lamenta que Fiyero prefira Galinda a ela ("I'm Not That Girl").
Elphaba recebe uma convocação personalizada do Mágico, que ouviu falar de suas habilidades mágicas. Ela e Galinda – que encurta seu nome para "Glinda" em homenagem à pronúncia incorreta de Dr. Dillamond – viajam para a capital de Oz, a Cidade das Esmeraldas, para encontrá-lo ("One Short Day"). Depois que eles se cumprimentam ("A Sentimental Man"), ele pergunta a Elphaba se seu maior desejo é mudar a cor de sua pele, mas ela deseja, em vez disso, ajudar os Animais de Oz. Morrible revela que viajou para presenciar o primeiro encontro entre Elphaba e o Mágico. O Mágico e Morrible encorajam Elphaba a ler o livro de feitiços sagrado, Grimmerie. Seu encantamento faz com que os guardas-macacos do Mago sofram dolorosamente ao brotar asas, para a alegria do Mágico e de Morrible, que se empolgam com a possibilidade de usá-los como espiões. Elphaba percebe que eles são os responsáveis pelos Animais perderem sua humanidade e que o Mago não tem magia real; Morrible usou a magia de Elphaba para liberar o poder do Grimmerie e subjugar ainda mais os Animais para consolidar o domínio do Mágico. Horrorizada, Elphaba foge enquanto Morrible informa os cidadãos de Oz que Elphaba é uma "bruxa má".
Glinda segue Elphaba e implora que ela se reconcilie com Morrible e o Mágico, mas Elphaba decide impedir seus planos. Ela se despede emocionalmente de Glinda, que apoia sua decisão e confirma a profunda amizade entre elas, mas fica para trás, sendo capturada pelos guardas que a interrogam sobre o paradeiro de Elphaba para que possam localizá-la. Elphaba usa o feitiço de voo do Grimmerie para ganhar a habilidade de desafiar a gravidade usando uma vassoura e foge da cidade, escapando dos guardas do Mago e dos macacos alados depois de causar uma queda de energia em toda Oz ("Defying Gravity").

## Elenco
- Cynthia Erivo como Elphaba Thropp; uma estudante ambiciosa, de pele verde, que mais tarde acaba se tornando a Bruxa Má do Oeste. No Brasil, sua voz foi feita por Myra Ruiz, que interpretou a personagem na versão brasileira do musical.[11][12]
- Ariana Grande-Butera como Galinda Upland; uma estudante popular, que mais tarde acaba se tornando Glinda, a Bruxa Boa do Sul. No Brasil, sua voz foi feita por Fabi Bang que interpretou a personagem na versão brasileira do musical.[11][12]
- Jonathan Bailey como Fiyero Tigelaar; um príncipe charmoso e interesse amoroso de Elphaba e Galinda, que mais tarde acaba se tornando o Espantalho. No Brasil, sua voz foi feita por Raphael Rossatto.[13]
- Michelle Yeoh como Madame Morrible; a rígida diretora da Universidade Shiz. No Brasil, sua voz foi feita por Martha Cohen.[13]
- Jeff Goldblum como Oscar Diggs / O Mágico de Oz; um feiticeiro poderoso, professor e mentor de Elphaba. No Brasil, sua voz foi feita por Garcia Júnior.[13]
- Marissa Bode como Nessarose Thropp; a irmã mais nova de Elphaba, que se locomove com uma cadeira de rodas, que mais tarde acaba se tornando a Bruxa Má do Leste. No Brasil, sua voz foi feita, Karen Padrão.[13]
- Ethan Slater como Boq; um Munchkin apaixonado por Galinda, que mais tarde acaba se tornando o Homem de Lata. No Brasil, sua voz foi feita por João Victor Granja.[13]
- Peter Dinklage como Dr. Dillamond; o professor cabra da Universidade Shiz. No Brasil, sua voz foi feita por Márcio Simões.[13]
- Bowen Yang como Pfannee; um estudante e amigo de faculdade de Galinda. No Brasil, sua voz foi feita por Filipe Gimenez[13]
- Bronwyn James como ShenShen; uma estudante e amiga de faculdade de Galinda. No Brasil, sua voz foi feita por Hannah Buttel.[13]
- Keala Settle como Miss Coddle; uma nova personagem do filme. No Brasil, sua voz foi feita por Márcia Morelli.[13]

Além disso, Aaron Teoh apareceu como Averic, amigo de Fiyero; Grecia de la Paz aparecerá como Gilligan; Colin Michael Carmichael aparecerá como Professor Nikidik, professor da Universidade Shiz; e Adam James aparecerá como o pai de Glinda, outro novo personagem criado para este filme. A personagem Dorothy Gale, uma garota de fazenda do Kansas que é acidentalmente transportada para a Terra de Oz por um tornado com seu cachorro Toto, também será apresentada no filme.

## Produção

### Antecedentes
Wicked é um musical desenvolvido pelo compositor e letrista estadunidense Stephen Schwartz, mesmo criador dos musicais Godspell (1971) e Pippin (1972), e pela roteirista compatriota Winnie Holzman, criadora da série de televisão My So-Called Life. O musical é baseado no livro Wicked: The Life and Times of the Wicked Witch of the West, escrito por Gregory Maguire, sendo uma história alternativa da obra original The Wonderful Wizard of Oz, de L. Frank Baum, que gerou sua primeira adaptação cinematográfica na década de 1930, protagonizada por Judy Garland.
Desde sua estreia nos palcos da Broadway, em Nova Iorque, em 2003, Wicked quebrou recordes de bilheteria em todo o mundo, liderando a venda de ingressos em várias cidades e recebendo críticas positivas dos fãs e críticos especializados. Com o seu sucesso, a produção de Wicked foi para diversos países, como Reino Unido, Alemanha, Japão, Coreia do Sul, Austrália, Finlândia, Dinamarca, Singapura, Países Baixos, México e Brasil.

### Desenvolvimento
Uma adaptação cinematográfica do musical estava sendo comentada desde 2004. Em uma entrevista de 2009, Gregory Maguire afirmou que havia vendido os direitos para a ABC para fazer uma adaptação não-musical independente para a TV de Wicked. Não seria baseado no roteiro de Winnie Holzman. Em 9 de janeiro de 2011, foi relatado pela Entertainment Weekly que a ABC se uniria a Salma Hayek e sua produtora para criar uma minissérie de TV de Wicked baseada exclusivamente no romance de Maguire.
Em julho de 2010, foi relatado que Kristin Chenoweth como Glinda e Idina Menzel como Elphaba, do elenco original da Broadway, foram mencionadas como possíveis protagonistas de uma adaptação para o cinema. Lea Michele e Amy Adams também eram rumores. Escritores em potencial incluíam Winnie Holzman e Stephen Schwartz, enquanto J. J. Abrams, James Mangold, Ryan Murphy e Rob Marshall estavam sob consideração para dirigir. Em julho de 2012, foi relatado que a Universal Studios estava produzindo o filme, com Stephen Daldry como diretor e Winnie Holzman, que escreveu o libreto do musical, contratada para escrever o roteiro. Em dezembro de 2012, após o sucesso de Os Miseráveis, Marc Platt, também produtor da versão teatral, anunciou que o filme estava indo para frente, confirmando posteriormente que o filme estava planejado para ser lançado em 2016.
A Universal anunciou em 2016 que o filme seria lançado nos cinemas em 20 de dezembro de 2019, com Daldry ainda vinculado para dirigir, e o roteiro a ser co-escrito pelos criadores do musical, Holzman e Schwartz.

### Pré-produção
Em maio de 2017, Schwartz afirmou que o filme contaria com "pelo menos duas" novas canções. Em 31 de agosto de 2018, a Universal colocou o filme em espera, devido à programação de produção, e deu preferência à adaptação cinematográfica de Cats, que se tornou um fracasso de bilheteria e crítica, com ele recebendo a data de lançamento anteriormente mantida pelo filme. Em 8 de fevereiro de 2019, a Universal anunciou uma nova data de lançamento de 22 de dezembro de 2021. Em 1 de abril de 2020, a Universal colocou o filme em espera mais uma vez devido à mudança nas datas de lançamento da Universal em meio à pandemia de COVID-19, e deu a Sing 2 a data de lançamento de 2021. Em 20 de outubro de 2020, foi anunciado que Daldry havia deixado a produção devido a conflitos de programação. Em 2 de fevereiro de 2021, foi anunciado que Jon M. Chu, diretor de Crazy Rich Asians e In the Heights, assinou contrato para substituir Daldry. Em agosto, Alice Brooks foi confirmada como diretora de fotografia do filme, repetindo parceria com Chu na adaptação de In the Heights.
Em novembro de 2021, a cantora estadunidense Ariana Grande e a atriz britânica Cynthia Erivo foram escaladas como as protagonistas Glinda e Elphaba, respectivamente. Em junho de 2022, Chu confirmou a contratação de Nathan Crowley como designer de produção. Em 21 de setembro de 2022, foi relatado que Jonathan Bailey se juntou ao elenco como Fiyero, o par romântico de Elphaba e Glinda. Em outubro de 2022, foi anunciado que Jeff Goldblum estava em negociações finais para estrelar como O Mágico de Oz. Goldblum permaneceu em negociações até dezembro, quando Ethan Slater, Michelle Yeoh, Marissa Bode, Bowen Yang, Bronwyn James, Keala Settle, Aaron Teoh e Colin Michael Carmichael foram adicionados ao elenco.
Sobre a preparação para o papel de Elphaba, Erivo disse à Variety, enquanto expressava seu desejo de ver a versão teatral na Broadway novamente antes de filmar: "Estou reaprendendo tudo ... quero ir ver de novo. ... Quando eu ir para Nova Iorque em algum momento, aparecerei e verei o show novamente, será minha quinta vez.". Ela também disse na época que estavam em andamento discussões sobre como seria o filme, principalmente seu design de produção e estilo visual, ao mesmo tempo em que confirmou a contratação de Paul Tazewell como figurinista. O pedido que ela fez a ele pelo traje de Elphaba quando ela se torna a Bruxa Má do Oeste envolveu "uma coleção de Jean-Paul Gaultier com um sentimento de 'novo mundo, uma espécie de era dourada'".

### Filmagens
As filmagens estavam programadas para começarem em junho de 2022 nas instalações do Sky Studios Elstree no Reino Unido. Em julho de 2021, Stephen Schwartz indicou que havia planos de filmar em Atlanta em 2021. Em 26 de abril de 2022, Chu anunciou que a adaptação seria filmada em duas partes, dizendo:
| “ | Enquanto preparávamos a produção no ano passado, tornou-se impossível colocar a história de Wicked em um único filme sem causar algum dano real a ele ... Enquanto tentávamos cortar músicas ou personagens, essas decisões começaram a parecer como concessões fatais ao material de origem que nos entreteve por tantos anos. Decidimos nos dar uma tela maior e fazer não apenas um filme Wicked, mas dois! Com mais espaço, podemos contar a história de Wicked como ela deveria ser contada, trazendo ainda mais profundidade e surpresa para as jornadas desses amados personagens. | ” |

Em junho de 2022, Stephen Schwartz acrescentou, confirmando que uma nova música será escrita para um dos dois filmes:
| “ | Achamos muito difícil superar 'Defying Gravity' sem interrupção ... Essa música foi escrita especificamente para fechar a cortina, e qualquer cena que a seguisse sem interrupção parecia extremamente anticlimática... Mesmo como um único filme muito longo, exigia que cortássemos ou omitissemos coisas que queríamos incluir e que achamos que os fãs da série e da história vão gostar. O que discutimos é que as mudanças precisam ser 'aditivas', para usar o termo do produtor Marc Platt. Eles precisam acrescentar algo à história ou aos personagens. Eles não podem ser apenas mudanças para fazer algo diferente. Sinto-me confiante de que, quando o filme for feito, se todos continuarmos a ter o mesmo grau de contribuição, posso conversar com qualquer pessoa que tenha alguma dúvida sobre qualquer uma das mudanças feitas no show e justificar por que penso é melhor para o filme. | ” |

Em 18 de julho de 2022, foi revelado que com o processo de filmagem ocorrendo no recém-construído Sky Studios em Elstree, Inglaterra, os ensaios começariam em agosto com as filmagens começando em novembro. Em 9 de dezembro de 2022, Chu confirmou no Twitter que as filmagens haviam começado.
Em 23 de setembro, a Declaração de Planejamento, em apoio a um pedido de planejamento submetido em nome da Western Sky Limited, indicou que as filmagens ao ar livre ocorreriam em um local sendo desenvolvido em Ivinghoe Turf em Ivinghoe, Buckinghamshire, Reino Unido. No início das filmagens, paparazzi do The Daily Mail foram vistos voando sobre o cenário de Munchkinland de asa delta com câmeras GoPro presas aos pés enquanto Ariana Grande e o elenco e a equipe filmavam "No One Mourns the Wicked", o número de abertura do primeiro filme. Isso resultou nas primeiras fotos de Grande em traje completo como Glinda vazando online e gerando entusiasmo e entusiasmo online pela adaptação. Sobre isso, Grande refletiu durante uma conversa com o colega de elenco Jonathan Bailey em uma entrevista para a VMan: "Acho que fomos muito mimados por termos feito isso com ele [Chu]. Parecia uma coisa secreta de estudante — é intimidade... Parecia tão pequeno e privado até que, de repente, estávamos do lado de fora, e o Daily Mail estava deslizando sobre nosso cenário — ah, ele deveria interpretar o pterodáctilo no seu filme [Jurassic World Rebirth]."
As datas originais de filmagem planejadas eram entre 6 de abril de 2023 e 14 de julho de 2023, com a fotografia principal definida para terminar com a sequência "One Short Day" em 25 de julho de 2023, antes das filmagens serem suspensas de 13 de julho de 2023 a 8 de novembro de 2023 devido à greve SAG-AFTRA de 2023. As filmagens foram retomadas em 24 de janeiro de 2024 e concluídas em 26 de janeiro, com Chu revelando que os vocais dos atores durante os números musicais foram gravados ao vivo no set, principalmente por insistência de Cynthia e Ariana. O técnico de som de produção vencedor do Oscar, Simon Hayes, colaborou com Chu nas gravações dos vocais dos atores, usando uma variação das mesmas técnicas de gravação que foram implementadas em Les Misérables.

### Pós-produção e efeitos visuais
Em 6 de fevereiro de 2024, foi confirmado no X que a Industrial Light & Magic e a Framestore fornecerão os efeitos visuais do filme com Pablo Helman atuando como supervisor de efeitos visuais de produção, e que o trabalho de pós-produção estava em andamento, com Chu trabalhando remotamente com o editor Myron Kerstein por meio de comunicação através do recém-lançado Apple Vision Pro. A pós-produção do primeiro filme foi concluída em 19 de setembro de 2024.

### Música
Os álbuns da trilha sonora de Wicked e Wicked: For Good serão lançados pela Republic Records/Verve Label Group, as respectivas gravadoras de Ariana e Cynthia. A trilha sonora do primeiro filme foi lançada em 22 de novembro de 2024, contendo 12 faixas.

#### Wicked: The Original Motion Picture Score
Em 8 de julho de 2024, foi anunciado que John Powell faria a trilha sonora de acordes musicais do filme com Stephen Schwartz, que compôs as músicas para o musical original.  A trilha sonora foi gravada no AIR Studios e no Abbey Road Studios em Londres.

A faixa de abertura do álbum, "Arrival at Shiz University", foi lançada como single promocional em 27 de novembro de 2024. O álbum de trilhas sonoras foi lançado em 6 de dezembro de 2024. Além do download digital e streaming, também foi lançado em LP.
| Alinhamento de faixas de Wicked: The Original Motion Picture Score |                                   |         |  |
| N.º                                                                | Título                            | Duração |  |
| 1.                                                                 | "Arrival at Shiz University"      | 2:07    |  |
| 2.                                                                 | "Our Heroes Meet"                 | 1:54    |  |
| 3.                                                                 | "Nessarose"                       | 1:10    |  |
| 4.                                                                 | "Meet the Faculty"                | 3:34    |  |
| 5.                                                                 | "Elphaba's Power"                 | 3:35    |  |
| 6.                                                                 | "How to Loathe Your Roommate"     | 3:43    |  |
| 7.                                                                 | "History Lesson"                  | 3:46    |  |
| 8.                                                                 | "Levitate the Coin"               | 2:17    |  |
| 9.                                                                 | "All Around Something Bad"        | 2:17    |  |
| 10.                                                                | "Prince Fiyero of Winkie Country" | 3:16    |  |
| 11.                                                                | "The Book Place"                  | 2:00    |  |
| 12.                                                                | "Elphaba at Ozdust"               | 3:02    |  |
| 13.                                                                | "Sharing Secrets"                 | 2:00    |  |
| 14.                                                                | "Look at You"                     | 1:19    |  |
| 15.                                                                | "Replacement Teacher"             | 3:49    |  |
| 16.                                                                | "Cub Rescue"                      | 1:45    |  |
| 17.                                                                | "Forest Feelings"                 | 2:02    |  |
| 18.                                                                | "Ozian Invitation"                | 2:30    |  |
| 19.                                                                | "Galinda Becomes Glinda"          | 3:36    |  |
| 20.                                                                | "Train to Emerald City"           | 2:18    |  |
| 21.                                                                | "Hall of Grandiosity"             | 2:40    |  |
| 22.                                                                | "A Wizard's Plan"                 | 4:23    |  |
| 23.                                                                | "The Grimmerie"                   | 2:06    |  |
| 24.                                                                | "Transformations"                 | 8:10    |  |
| 25.                                                                | "Monkey Mayhem"                   | 3:40    |  |
| Duração total:                                                     | Duração total:                    | 78:44   |  |

## Mudanças entre adaptações
Dividir a adaptação cinematográfica em duas partes deu aos cineastas a oportunidade de explorar mais profundamente os relacionamentos entre os personagens, além de destacar cenas criadas especialmente para o filme ou retiradas diretamente do romance de Gregory Maguire de 1995 e de The Wonderful Wizard of Oz, de L. Frank Baum, para trazer a história ao seu fechamento completo. Os filmes explorarão mais profundamente os dois personagens principais, Elphaba e Glinda, permitindo que o público os compreenda melhor.  Vários easter eggs e referências ao filme de 1939 The Wizard of Oz também estão presentes.
Para o primeiro filme, as mudanças incluem mostrar as sessões de tutoria particular de Elphaba com Madame Morrible, aprendendo a controlar seus poderes, novas cenas de flashback que retratam Elphaba como uma criança ridicularizada pelas crianças de Munchkinland por causa de sua pele verde, e mais momentos para mostrar a dinâmica entre ela e Nessarose como irmãs. Contrariamente ao livro e a interprete tradicional de Pfannee como mulher no musical, a personagem foi transformada em um homem asiático. A maior mudança do filme envolve "Dancing Through Life". Em vez de a primeira parte da música ocorrer fora do campus da Universidade de Shiz, ela começa dentro da biblioteca circular e rotativa da universidade, com uma nova pausa de dança estendida. A parte no Ozdust Ballroom foi alterada e ampliada, reimaginando o salão como o que Jon M. Chu chamou de uma boate no "submundo de Oz", com uma banda musical composta por Animais tocando instrumentos.  O número musical "Popular" também foi estendido com novas mudanças de tonalidade e extensões vocais.
O arco da personagem Boq é ampliado no filme, incluindo o acréscimo do sobrenome Woodsman. "Something Bad" foi alterado para uma reunião privada de Animais na casa do Dr. Dillamond, fora do campus de Shiz. Lá, os Animais cantam entre si sobre o estado de Oz, em vez de cantar diretamente para Elphaba como no musical. A cena climática da sequência "Defying Gravity", onde Elphaba solta seu icônico "grito de batalha" enquanto está no alto do céu ao pôr do sol, com sua capa esvoaçante aumentando de tamanho, homenageia o famoso "efeito da plataforma elevatória" usado para erguer a atriz que interpreta Elphaba no palco durante o clímax da música. A sequência também foi estendida para funcionar como o final do primeiro filme, deixando o público em uma ansiedade com um título "Continua...", preparando o terreno para Wicked: For Good.

## Marketing
Em 16 de abril de 2023, as primeiras fotos do filme foram divulgadas nas redes sociais, apresentando Elphaba de Cynthia e Glinda de Ariana. Imagens exclusivas do trabalho em andamento do filme, apresentando as primeiras audições das respectivas versões de Grande e Erivo de "Popular" e "Defying Gravity", foram então apresentadas no CinemaCon em 26 de abril de 2023, apresentadas no palco pela presidente da Universal Pictures, Donna Langley. O primeiro teaser do filme, na forma de um "First Look" de 60 segundos, estreou durante o Super Bowl LVIII em 11 de fevereiro de 2024. O trailer oficial de 3 minutos do filme foi lançado em 15 de maio de 2024, seguido por uma versão produzida e animada inteiramente no estilo Lego em 29 de maio de 2024.
Um especial de televisão dos bastidores, Defying Gravity: The Curtain Rises on Wicked, iria ao ar em 25 de novembro de 2024 na NBC para promover o filme. A rede também organizou uma divulgação para o filme durante sua cobertura das Olimpíadas de Verão de 2024 em Paris durante o verão, com Cynthia, Ariana e Michelle participando da cerimônia de abertura, um vídeo viral do trem da Cidade Esmeralda cruzando os trilhos em frente à Torre Eiffel e ampla publicidade durante a cobertura do horário nobre do evento de ginástica feminina, com Chu e o elenco presentes na rodada de qualificação. Em 4 de setembro de 2024, os pôsteres dos personagens foram revelados antes do lançamento de um novo trailer no dia seguinte.
Em 15 de maio de 2024, o filme lançou um site interativo da Universidade de Shiz, permitindo que os fãs se inscrevessem para o semestre de 2024 na instituição até 15 de agosto. Em setembro de 2024, influenciadores em diversas plataformas de mídia social começaram a compartilhar suas "cartas e pacotes de aceitação" de Shiz, contendo uma carta personalizada de aceitação assinada pela própria Madame Morrible, um mapa do campus, um jornal (relatando "Príncipe Fiyero visto em Shiz"), um pin e um moletom da universidade. Outros fãs que se inscreveram receberam suas cartas de aceitação por e-mail, enquanto aqueles que se inscreveram tardiamente foram negados na admissão.
Em 10 de outubro de 2024, foi anunciado que o filme lançaria a turnê de imprensa "Journey Through Oz" ("Jornada por Oz") durante as semanas que antecederam o lançamento do filme, com cada cidade sendo transformada em um dos locais apresentados no filme: Sydney (Munchkinland), Los Angeles (Universidade de Shiz), Cidade do México (Floresta Encantada), Nova York (Salão de Ozdust) e Londres (Cidade das Esmeraldas).

### Críticas ao cartaz promocional
Em 9 de outubro de 2024, juntamente com o início das vendas de ingressos, foi lançado um pôster com Erivo e Grande como Elphaba e Glinda, respectivamente, recriando a arte do pôster original do musical teatral. A recepção ao pôster foi mista e resultou na criação de "edições" destinadas a aproximá-lo da arte original, utilizando ferramentas como Adobe Photoshop e IA generativa. O pôster também foi objeto de piadas, incluindo um vídeo feito com Runway AI que fazia parecer que Elphaba e Glinda na imagem estavam lutando. Ele também se tornou tema de memes virais, com paródias legítimas substituindo Elphaba Thropp por Charli XCX em uma imagem promocional de sua colaboração com Grande em "Sympathy Is a Knife", ou Audrey II da produção off-Broadway de 2019 de Little Shop of Horrors, além de Jay Gatsby (interpretado por Jeremy Jordan) da produção musical da Broadway de 2024 de The Great Gatsby.
Em 15 de outubro de 2024, um usuário do Twitter criou sua própria edição, tentando aproximar ainda mais o pôster do filme ao original, escurecendo os olhos de Elphaba, levantando a mão de Glinda para cobrir sua boca e adicionando um sorriso nos lábios vermelhos de Elphaba. Embora muitos fãs tenham considerado a alteração uma melhoria, no dia seguinte, Erivo compartilhou uma nova postagem do pôster editado em seu storie do Instagram, escrevendo:

Isso é o mais selvagem e ofensivo que já vi, tão ruim quanto aquela horrível IA  [sic] que nos coloca brigando, ou como as pessoas perguntando "seu [coito] é verde?" [uma referência a um meme de 2014]... Nada disso é engraçado. Nada disso é fofo. Isso me desumaniza. Nos desumaniza. O pôster original é uma ilustração. Eu sou um ser humano real que escolheu olhar diretamente para você, o espectador, através da câmera... porque, sem palavras, nos comunicamos com nossos olhos. Nosso pôster é um tributo, não uma imitação; editar meu rosto e esconder meus olhos é me apagar. E isso é profundamente doloroso.

O usuário posteriormente excluiu a postagem por respeito à atriz, afirmando que suas intenções não eram maliciosas e que não previam a reação. No entanto, em 20 de outubro, o usuário republicou a edição, dizendo que, embora considerasse os sentimentos de Erivo válidos, via a imagem como "uma edição inocente de fã para homenagear o pôster original da Broadway".
Em 19 de outubro, durante o tapete vermelho da 4ª Gala do Museu da Academia, Grande respondeu à controvérsia, dizendo: "Acho que é muito complicado porque vejo a IA como algo tão conflitante e problemático às vezes, mas acredito que é apenas um período de ajuste enorme... Isso é algo muito maior do que nós, e os fãs vão se divertir e fazer suas edições... E eu tenho muito respeito por minha irmã, Cynthia, e a amo muito".
A própria Erivo enfrentou críticas por sua reação ao fã, com alguns fãs e críticos acusando-a de exagerar e ter um ego inflado. Em 29 de outubro, Entertainment Tonight perguntou a Erivo sobre a natureza de seus comentários, e ela respondeu à reação, dizendo: "Não foi necessariamente uma resposta negativa... Porque acho que sou muito protetora com o papel... Sou apaixonada por ele, assim como os fãs também são, e acho que, para mim, foi um momento humano de querer proteger a pequena Elphaba. Foi um momento humano. Provavelmente deveria ter ligado para meus amigos, mas está tudo bem".

### Bonecas
A Mattel produziu uma série de bonecas inspiradas no filme, representando os principais personagens Glinda, Elphaba, Fiyero, Madame Morrible e Nessarose em uma cadeira de rodas. Em agosto de 2024, dois trechos de músicas do filme ("Popular" e "Defying Gravity") vazaram através de um chip de som presente na linha de bonecas que cantam.
Em novembro de 2024, a embalagem e o manual de muitas bonecas da linha Wicked foram encontrados contendo links para o site do estúdio de filmes adultos Wicked Pictures (www.wicked.com) em vez do site oficial do filme (www.wickedmovie.com). A Mattel pediu desculpas pelo erro e solicitou que os pais que adquiriram produtos com o site incorreto destruíssem a embalagem. Em dezembro de 2024, a Mattel foi processada por uma mãe da Carolina do Norte, que alegou ter sofrido, junto com sua filha, angústia emocional devido ao erro.

## Lançamento
Wicked foi lançado nos Estados Unidos em 22 de novembro de 2024, pela Universal Pictures. Anteriormente, ele foi provisoriamente previsto para ser lançado em 20 de dezembro de 2019, 22 de dezembro de 2021 e 27 de novembro de 2024. No Brasil a pré-venda foi aberta em 12 de novembro, com o filme teve a data de estreia confirmada para 21 de novembro de 2024, tendo algumas sessão antecipadas em 19 e 20 de novembro. Em Portugal, o filme foi lançado a 5 de dezembro de 2024.

### Mídia doméstica
O filme está programado para ser lançado em formato digital em 31 de dezembro de 2024. Ele será lançado em Blu-ray 4K em 4 de fevereiro de 2025 pela Universal Pictures Home Entertainment. Tanto o lançamento digital quanto o físico contêm as versões teatrais e cantadas do filme, juntamente com recursos bônus, como cenas estendidas e deletadas e featurettes de bastidores.

## Recepção

### Bilheteria

#### Pré-Venda
De acordo com o Deadline Hollywood, o Quorum projeta que Wicked arrecadará US$ 67–74 milhões em seu fim de semana de estreia nos Estados Unidos e Canadá, enquanto o Box Office Theory projeta que arrecadará US$ 96–150 milhões e o Boxoffice Pro projetou que arrecadará US$ 100–125 milhões, liderando as bilheterias à frente de Gladiador II.  Em 19 de novembro de 2024, as projeções foram elevadas para uma estreia mundial de US$ 160–200 milhões, com o boca a boca positivo e o burburinho da temporada de premiações do filme citados como os motivos.

#### Lançamento
Até 16 de abril de 2025, Wicked arrecadou US$ 473,2 milhões nos Estados Unidos e Canadá, e US$ 278,5 milhões em outros territórios, para um total mundial de US$ 751,7 milhões.
Nos Estados Unidos e Canadá, Wicked arrecadou US$ 19,2 milhões em exibições de pré-estreia na semana que antecedeu seu lançamento: US$ 2,5 milhões na segunda-feira, US$ 5,7 milhões na quarta-feira e US$ 11 milhões na quinta-feira. Arrecadou US$ 46,47 milhões em seu dia de estreia. Estreou com US$ 114 milhões no mercado interno e US$ 164,2 milhões no mundo todo, liderando as bilheterias. Foi a maior estreia doméstica de um filme baseado em um musical da Broadway, superando a estreia de US$ 31 milhões de Into the Woods (2014). Na quinta-feira seguinte, o filme arrecadou US$ 16,9 milhões, o segundo melhor total do Dia de Ação de Graças , atrás de Moana 2 (US$ 28 milhões), que foi lançado no dia anterior. Em seguida, arrecadou US$ 32 milhões na Black Friday. Ele arrecadou US$ 80 milhões em seu segundo fim de semana (e um total de US$ 117,5 milhões), caindo apenas 29% e terminando em segundo lugar, atrás da estreia de Moana 2. No final do fim de semana prolongado, atingiu mais de US$ 250 milhões no mercado interno, tornando-se a adaptação musical de palco para a tela de maior bilheteria de todos os tempos nos Estados Unidos e Canadá, superando os US$ 190 milhões de receita doméstica vitalícia de Grease (1978). Em seu terceiro fim de semana, arrecadou US$ 34,9 milhões, permanecendo em segundo lugar, para um total de US$ 455 milhões em todo o mundo. Em 15 de dezembro de 2024, arrecadou US$ 525 milhões em todo o mundo, tornando-se o filme de maior bilheteria baseado em uma obra ambientada na Terra de Oz, superando os US$ 493 milhões de receita mundial de Oz: Mágico e Poderoso (2013) da Disney. No dia de Natal, o filme arrecadou US$ 392,4 milhões no mercado interno, tornando-se o 49º filme de maior bilheteria de todos os tempos nos Estados Unidos e Canadá. Em 29 de dezembro de 2024, Wicked ultrapassou Mamma Mia! (2008) para se tornar a adaptação cinematográfica musical de maior bilheteria de todos os tempos, bem como o filme musical de maior bilheteria da história da Universal.

### Crítica
No site agregador de resenhas Rotten Tomatoes, 88% das 378 avaliações dos críticos são positivas, com uma classificação média de 7,5/10. O consenso do site diz: "Desafiando a gravidade com sua dupla mágica de Cynthia Erivo e Ariana Grande, a bravura e o charme de Wicked são um convite irresistível para Oz." O Metacritic, que usa uma média ponderada , atribuiu ao filme uma pontuação de 73 em 100, com base em 63 críticos, indicando avaliações "geralmente favoráveis".
O filme foi exibido exclusivamente para influenciadores, especialistas da temporada de premiações e pessoal da indústria do entretenimento no Universal Studios Lot em 16 de outubro de 2024.  As primeiras reações foram extremamente positivas, com elogios direcionados às performances de Cynthia e Ariana, à transição do palco para a tela e aos visuais.
Jazz Tangcay da Variety chamou o filme de "uma obra-prima musical que é muito mais do que poderíamos esperar" e elogiou a direção de Chu, as performances, os cenários e figurinos. Antonia Blyth do Deadline Hollywood chamou de "uma explosão do começo ao fim" e "uma deliciosa e hilária brincadeira que mostra o talento de nível superior de Cynthia Erivo e Ariana Grande e suas habilidades cômicas de dar risada. Eles servem cada número com surpresas, delícias e profundidade genuína." O jornalista Scott Menzel considerou-o como "uma das melhores adaptações para a tela grande de um musical da Broadway de todos os tempos." Erin Strecker do IndieWire também foi positiva, elogiando a performance de Ariana. Gregory Ellwood do The Playlist destacou Ariana Grande como o destaque do filme, dizendo "A megastar pop frequentemente entrega uma profundidade surpreendente para sua personagem antes de pular para um número musical que fará você sorrir de orelha a orelha. Você meio que não consegue acreditar no que está assistindo."
Chris Murphy da Vanity Fair escreveu: "A maneira como Glinda trabalha na história é tão engraçada e há tantos momentos cômicos, mas à medida que avança ela realmente se torna o coração desavisado e um personagem realmente simpático. Obviamente, é apenas metade da história, mas há um arco de filme completo neste ato." James Berardinelli do Reelviews disse que "Embora Wicked: Parte 1 tenha sua cota de pontos altos (alguns dos quais visam muito alto), os cineastas parecem ter abraçado o conceito de 'inchaço' como uma característica benéfica." Christy Lemire do RogerEbert.com disse da mesma forma que "Quando se trata do espetáculo de grandes e chamativos números de produção, esta prequela de O Mágico de Oz é emocionante", mas que "Muito menos eficaz é a maneira como Chu... enfia nos temas mais pesados do filme de autoritarismo." Kyle Smith do The Wall Street Journal chamou-o de "o filme mais divertido do ano e o musical de Hollywood mais deslumbrante desde Chicago ".
Jonathan Bailey foi considerado um destaque por Peter Bradshaw, do The Guardian, escrevendo que ele "revelou um ladrão de cena escandaloso como o heterocamp Fiyero" e Peter Travers , da ABC, observando que sua performance foi uma "demonstração de virtuosismo de música, dança e atuação".  "Dancing Through Life", o número musical de seu personagem, foi descrito como "a maior realização musical da adaptação" por Christian Holub, da People.

### Impacto cultural
”Assisti a Cynthia Erivo e Ariana Grande enquanto as câmeras rodavam. A capacidade delas de habitar seus personagens — e também de Jonathan Bailey — era intimidantemente poderosa.”

—Autor Gregory Maguire na introdução da edição tie-in do filme do romance original em que o musical é vagamente baseado.
Idina Menzel e Kristin Chenoweth, que originaram os papéis de Elphaba e Galinda na Broadway, elogiaram as performances de suas contrapartes no filme. Chenoweth afirmou: "Todo o elenco é incrível. Jon Chu acertou em cheio. Fiquei tão emocionada, feliz e cheia de alegria." Menzel declarou: "O filme é tão carinhoso e respeitoso com o espetáculo original, mas também se expande de maneiras tão belas que eu nunca imaginei ser possível." Lorna Luft, uma das filhas de Judy Garland, que interpretou Dorothy no filme de 1939, descreveu o filme como "deslumbrante de se ver" e "tudo o que eu esperava que fosse".
A jornalista Panashe Nyadundu, da edição britânica da Elle, escreveu que o filme foi "uma fuga muito necessária" com uma mensagem poderosa de bondade, amizade, representatividade e aceitação, que foi calorosamente recebida pelos espectadores no contexto pós-eleição presidencial nos Estados Unidos em 2024. Nyadundu acrescentou: "Desde a representatividade LGBTQ+ até o destaque dado a deficiências, direitos dos animais, amizade feminina e muito mais, Wicked não apenas oferece escapismo para um mundo de pura fantasia, mas também atua como um lembrete contundente de como navegar por um mundo marcado por corrupção e discriminação."
Em 21 de novembro de 2024, um trecho de uma entrevista da turnê de imprensa em que a jornalista Tracy E. Gilchrist disse a Cynthia e Ariana que os espectadores estavam "holding space" para a letra de "Defying Gravity" tornou-se viral, gerando múltiplos memes. Gilchrist explicou mais tarde o que quis dizer: "Para mim, significa estar no momento, não se distrair e sentir algo em um nível celular ... Acho que você pode 'segurar espaço' com as letras de uma música — uma que você já ouviu centenas de vezes — e ela pode, de repente, ganhar um novo significado quando você é uma pessoa queer."
A coreografia da música "What Is This Feeling?" foi amplamente recriada no TikTok e no Instagram Reels por fãs e elencos de várias produções da Broadway e do West End.

## Prêmios e Indicações
| Prêmio                 | Data da cerimônia       | Categoria                                      | Nominado(s) | Resultado | Ref.    |
| ---------------------- | ----------------------- | ---------------------------------------------- | --- | --------- | ------- |
| Prêmios Globo de Ouro  | 5 de janeiro de 2025    | Melhor Filme Comédia ou Musical                | Wicked | Indicado  | [ 140 ] |
| Prêmios Globo de Ouro  | 5 de janeiro de 2025    | Melhor Atriz em Comédia ou Musical             | Cynthia Erivo | Indicado  | [ 140 ] |
| Prêmios Globo de Ouro  | 5 de janeiro de 2025    | Melhor Atriz Coadjuvante - Cinema              | Ariana Grande | Indicado  | [ 140 ] |
| Prêmios Globo de Ouro  | 5 de janeiro de 2025    | Melhor realização cinematográfica e bilheteira | Wicked | Venceu    | [ 140 ] |
| Critics' Choice Awards | 7 de fevereiro de 2025  | Melhor Filme                                   | Wicked | Indicado  | [ 141 ] |
| Critics' Choice Awards | 7 de fevereiro de 2025  | Melhor Diretor                                 | Jon M. Chu | Venceu    | [ 141 ] |
| Critics' Choice Awards | 7 de fevereiro de 2025  | Melhor Atriz                                   | Cynthia Erivo | Indicado  | [ 141 ] |
| Critics' Choice Awards | 7 de fevereiro de 2025  | Melhor Atriz Coadjuvante                       | Ariana Grande | Indicado  | [ 141 ] |
| Critics' Choice Awards | 7 de fevereiro de 2025  | Melhor Elenco                                  | Wicked | Indicado  | [ 141 ] |
| Critics' Choice Awards | 7 de fevereiro de 2025  | Melhor Roteiro Adaptado                        | Winnie Holzman e Dana Fox | Indicado  | [ 141 ] |
| Critics' Choice Awards | 7 de fevereiro de 2025  | Melhor Fotografia                              | Alice Brooks | Indicado  | [ 141 ] |
| Critics' Choice Awards | 7 de fevereiro de 2025  | Melhor Figurino                                | Paul Tazewell | Venceu    | [ 141 ] |
| Critics' Choice Awards | 7 de fevereiro de 2025  | Melhor Direção de Arte                         | Nathan Crowley e Lee Sandales | Venceu    | [ 141 ] |
| Critics' Choice Awards | 7 de fevereiro de 2025  | Melhor Cabelo e Maquiagem                      | Frances Hannon, Sarah Nuth e Laura Blount                                                                                                   | Indicado  | [ 141 ] |
| Critics' Choice Awards | 7 de fevereiro de 2025  | Melhores Efeitos Visuais                       | Pablo Helman, Jonathan Fawkner, Paul Corbould e David Shirk                                                                                 | Indicado  | [ 141 ] |
| BAFTA                  | 16 de fevereiro de 2025 | Melhor Atriz                                   | Cynthia Erivo | Indicado  | [ 142 ] |
| BAFTA                  | 16 de fevereiro de 2025 | Melhor Atriz Coadjuvante                       | Ariana Grande | Indicado  | [ 142 ] |
| BAFTA                  | 16 de fevereiro de 2025 | Melhor Figurino                                | Paul Tazewell | Venceu    | [ 142 ] |
| BAFTA                  | 16 de fevereiro de 2025 | Melhor Design de Produção                      | Nathan Crowley and Lee Sandales | Venceu    | [ 142 ] |
| BAFTA                  | 16 de fevereiro de 2025 | Melhor Maquiagem e Caracterização              | Frances Hannon, Laura Blount e Sarah Nuth                                                                                                   | Indicado  | [ 142 ] |
| BAFTA                  | 16 de fevereiro de 2025 | Melhor Som                                     | Nancy Nugent Title, John Marquis, Jack Dolman, Andy Nelson e Simon Hayes                                                                    | Indicado  | [ 142 ] |
| BAFTA                  | 16 de fevereiro de 2025 | Melhores Efeitos Visuais                       | Pablo Helman, Jonathan Fawkner, Paul Corbould e David Shirk                                                                                 | Indicado  | [ 142 ] |
| SAG Awards             | 23 de fevereiro de 2025 | Melhor Elenco em Cinema                        | Wicked - Jonathan Bailey, Marissa Bode, Peter Dinklage, Cynthia Erivo, Jeff Goldblum,Ariana Grande, Ethan Slater, Bowen Yang, Michelle Yeoh | Indicado  | [ 143 ] |
| SAG Awards             | 23 de fevereiro de 2025 | Melhor Atriz Principal em Cinema               | Cynthia Erivo | Indicado  | [ 143 ] |
| SAG Awards             | 23 de fevereiro de 2025 | Melhor Ator Coadjuvante em Cinema              | Jonathan Bailey | Indicado  | [ 143 ] |
| SAG Awards             | 23 de fevereiro de 2025 | Melhor Atriz Coadjuvante em Cinema             | Ariana Grande | Indicado  | [ 143 ] |
| SAG Awards             | 23 de fevereiro de 2025 | Melhor Elenco de Dublês                        | Wicked | Indicado  | [ 143 ] |
| Óscars                 | 2 de março de 2025      | Melhor Filme                                   | Marc Platt e David Stone | Indicado  | [ 144 ] |
| Óscars                 | 2 de março de 2025      | Melhor Atriz                                   | Cynthia Erivo | Indicado  | [ 144 ] |
| Óscars                 | 2 de março de 2025      | Melhor Atriz Coadjuvante                       | Ariana Grande | Indicado  | [ 144 ] |
| Óscars                 | 2 de março de 2025      | Melhor Figurino                                | Paul Tazewell | Venceu    | [ 144 ] |
| Óscars                 | 2 de março de 2025      | Melhor Edição                                  | Myron Kerstein | Indicado  | [ 144 ] |
| Óscars                 | 2 de março de 2025      | Melhor Maquiagem e Penteados                   | Frances Hannon, Sarah Nuth e Laura Blount                                                                                                   | Indicado  | [ 144 ] |
| Óscars                 | 2 de março de 2025      | Melhor Design de Produção                      | Nathan Crowley e Lee Sandales | Venceu    | [ 144 ] |
| Óscars                 | 2 de março de 2025      | Melhor Trilha Sonora                           | John Powell e Stephen Schwartz | Indicado  | [ 144 ] |
| Óscars                 | 2 de março de 2025      | Melhor Som                                     | Nancy Nugent Title, John Marquis, Jack Dolman, Andy Nelson e Simon Hayes                                                                    | Indicado  | [ 144 ] |
| Óscars                 | 2 de março de 2025      | melhores efeitos visuais                       | Pablo Helman, Jonathan Fawkner, Paul Corbould e David Shirk                                                                                 | Indicado  | [ 144 ] |

## Sequência
Uma sequência, intitulada Wicked: For Good, será lançada em 20 de novembro de 2025 nos Estados Unidos, um ano depois do primeiro filme.